# 159-я танковая бригада
159-я танковая Полоцкая ордена Ленина Краснознамённая орденов Суворова и Кутузова бригада — танковая бригада Красной армии ВС СССР, в годы Великой Отечественной войны.
Условное наименование — войсковая часть полевая почта (в/ч пп) № 06720.
Сокращённое наименование — 159 тбр

## История формирования
159-я танковая бригада сформирована на основании директивы НКО СССР № 723499сс от 15 февраля 1942 года, Горьковским автобронетанковым центром.
19 марта 1942 года получили своё назначение первые командиры бригады: заместитель командира бригады по строевой части С. П. Хайдуков, военный комиссар бригады М. А. Старовойтов и начальник политотдела Б. Г. Снедков. Своё формирование бригада начала в марте 1942 года, в городе Киров, а с апреля, укомплектование материальной частью и недостающим личным составом проходило в посёлке Высоково, в 16 километрах от города Горький. На укомплектование бригады прибыли рабочие Сормовских заводов и колхозники Горьковской области. 11 июня 1942 года бригада закончила своё формирование с численным составом 1083 человека, из них командного состава — 105 человек, политического состава — 38 человек, технического состава — 41 человек, административно-хозяйственного состава — 22 человека, медицинского состава — 10 человек, начальствующего состава — 395 человек, рядового состава — 472 человека.
- Управление бригады — 43 человека
- 350-й отдельный танковый батальон — 132 человека
  - танков Валентайн — 15
  - танков Т-60 — 10
- 351-й отдельный танковый батальон — 133 человека
  - танков Валентайн — 15
  - танков Т-60 — 10
- 159-й мотострелково-пулемётный батальон — 403 человека
  - противотанковых ружей — 6
- Противотанковая батарея — 53 человека
  - 76-мм пушек — 4
- Зенитная батарея — 50 человек
  - крупнокалиберных пулемётов — 2
- Рота управления — 144 человека
  - бронетранспортёров — 3
- Рота технического обеспечения — 104 человека
- Медико-санитарный взвод — 14 человек
- Особый отдел НКВД — 7 человек

20 июня 1942 года бригада была отправлена на фронт тремя железнодорожными эшелонами, со станций Горький-Товарная и Бурнаковская пристань.

## Участие в боевых действиях
Период вхождения в действующую армию: 23 июня 1942 года — 1 сентября 1942 года; 23 сентября 1942 года — 6 января 1943 года; 17 марта 1943 года — 11 марта 1944 года; 11 июня 1944 года — 9 мая 1945 года.
В 1.00 23 июня 1942 года первый эшелон бригады прибыл на станцию Новый Оскол где получил приказ о подчинении бригады 4-му танковому корпусу. При попытке осуществить разгрузку бригада получила приказ Юго-Западного фронта следовать дальше. К 18.00 23 июня 1-й и 2-й эшелоны бригады, включавшие 350-й и 351-й танковые батальоны, разгрузились на станции Купянск, после чего бригада получила приказ о вхождении в состав 38-й армии. Мотострелковый батальон, прибывший третьим эшелоном, разгрузился на станции Заосколье в 22.25 этого же дня. При осуществлении разведки высоты 178,1, разведгруппа была встречена артиллерийским огнём и подошедшими танками противника, в результате чего была вынуждена отойти потеряв при этом два танка Валентайн. В 22.00 оба танковых батальон переправились на восточный берег реки Оскол, где заняли оборону переправ от Двуречная до Кругляковка, 25 июня бригада заняла новый район обороны — Пристен—Сеньково. 28 июня бригада была выведена в резерв 38-й армии и расположилась в районе села Мирная Долина.
4 июля 1942 года бригада была включена в состав 22-го танкового корпуса и переброшена по железной дороге на станцию Пасеково, где разгрузилась 8 июля.
4 октября 1942 года бригада получила приказ о вхождении в состав 1-го танкового корпуса, с которым прошла свой боевой путь до конца войны.
Участвовала в Белорусской и Прибалтийской наступательных операциях лета и осени 1944 года: Витебско-Оршанская операция, Полоцкая наступательная операция, Шяуляйская операция — битва за Шауляй и Добеле, Мемельская операция — в прорыве к Мемелю и его окружению (бригада вышла к морю южнее города, в это же время 5-я гвардейская танковая армия генерала Вольского вышла к морю севернее Мемеля). В результате этих действий была отрезана от Восточной Пруссии группа армий «Север» (позже «Группа армий Курляндия»).
С 18 января 1945 года, бригада участвовала в Восточно-Прусской наступательной операции. С 18 по 20 января 1945 года в ходе Восточно-Прусской наступательной операции организовала прорыв глубокоэшелонированной обороны врага и форсирование реки Инстер в районе современного ПГТ Большаково Славского района Калининградской области (Восточнопрусский Кройцинген).
Танкисты 159-й танковой бригады под командованием К. О. Петровского заняли с боями все северные районы города — крепости Кёнигсберг, при её штурме 6 — 9 апреля 1945 года.

## Состав
На момент формирования:
- Управление бригады (штат № 010/345)
- 350-й отдельный танковый батальон (штат № 010/346)
- 351-й отдельный танковый батальон (штат № 010/346)
- 159-й мотострелково-пулемётный батальон (штат № 010/347)
- Противотанковая батарея (штат № 010/348)
- Зенитная батарея (штат № 010/349)
- Рота управления (штат № 010/350]
- Рота технического обеспечения (штат № 010/351)
- Медико-санитарный взвод (штат № 010/352)
- Особый отдел НКВД

С октября 1942 года:
- Управление бригады (штат № 010/270)
- 350-й отдельный танковый батальон (штат № 010/271)
- 351-й отдельный танковый батальон (штат № 010/272)
- 3-й отдельный танковый батальон (штат № 010/272)
- Мотострелково-пулемётный батальон (штат № 010/273)
- Истребительно-противотанковая батарея (штат № 010/274)
- Рота управления (штат № 010/275)
- Рота технического обеспечения (штат № 010/276)
- Медико-санитарный взвод (штат № 010/277)

С 1944 года:
- Управление бригады (штат № 010/500)
- 1-й отдельный танковый батальон (штат № 010/501)
- 2-й отдельный танковый батальон (штат № 010/501)
- 3-й отдельный танковый батальон (штат № 010/501)
- Моторизованный батальон автоматчиков (штат № 010/502)
- Зенитно-пулемётная рота (штат № 010/503)
- Рота управления (штат № 010/504)
- Рота технического обеспечения (штат № 010/505)
- Медсанвзвод (штат № 010/506)

## В составе
| Подчинение     | Подчинение                | Подчинение             | Подчинение          | Подчинение |
| Дата           | Фронт (округ)             | Армия                  | Корпус              | Примечания |
| -------------- | ------------------------- | ---------------------- | ------------------- | ---------- |
| 1.05.1942 года | Московский военный округ  | -                      | -                   | -          |
| 1.06.1942 года | Московский военный округ  | -                      | -                   | -          |
| 1.07.1942 года | Юго-Западный фронт        | 38-я армия             | -                   | -          |
| 1.08.1942 года | Приволжский военный округ | -                      | -                   | -          |
| 1.09.1942 года | Приволжский военный округ | -                      | -                   | -          |
| 1.10.1942 года | Московский военный округ  | -                      | -                   | -          |
| 1.11.1942 года | Юго-Западный фронт        | 5-я танковая армия     | 1-й танковый корпус | -          |
| 1.12.1942 года | Юго-Западный фронт        | 5-я танковая армия     | 1-й танковый корпус | -          |
| 1.01.1943 года | Юго-Западный фронт        | 5-я танковая армия     | 1-й танковый корпус | -          |
| 1.02.1943 года | Приволжский военный округ | -                      | 1-й танковый корпус | -          |
| 1.03.1943 года | Резерв Ставки ВГК         | -                      | 1-й танковый корпус | -          |
| 1.04.1943 года | Западный фронт            | -                      | 1-й танковый корпус | -          |
| 1.05.1943 года | Западный фронт            | -                      | 1-й танковый корпус | -          |
| 1.06.1943 года | Западный фронт            | -                      | 1-й танковый корпус | -          |
| 1.07.1943 года | Западный фронт            | -                      | 1-й танковый корпус | -          |
| 1.08.1943 года | Брянский фронт            | 11-я гвардейская армия | 1-й танковый корпус | -          |
| 1.09.1943 года | Брянский фронт            | -                      | 1-й танковый корпус | -          |
| 1.10.1943 года | Брянский фронт            | -                      | 1-й танковый корпус | -          |
| 1.11.1943 года | 2-й Прибалтийский фронт   | -                      | 1-й танковый корпус | -          |
| 1.12.1943 года | 1-й Прибалтийский фронт   | 11-я гвардейская армия | 1-й танковый корпус | -          |
| 1.01.1944 года | 1-й Прибалтийский фронт   | 11-я гвардейская армия | 1-й танковый корпус | -          |
| 1.02.1944 года | 1-й Прибалтийский фронт   | 11-я гвардейская армия | 1-й танковый корпус | -          |
| 1.03.1944 года | 1-й Прибалтийский фронт   | 11-я гвардейская армия | 1-й танковый корпус | -          |
| 1.04.1944 года | Резерв Ставки ВГК         | -                      | 1-й танковый корпус | -          |
| 1.05.1944 года | Резерв Ставки ВГК         | -                      | 1-й танковый корпус | -          |
| 1.06.1944 года | Резерв Ставки ВГК         | -                      | 1-й танковый корпус | -          |
| 1.07.1944 года | 1-й Прибалтийский фронт   | -                      | 1-й танковый корпус | -          |
| 1.08.1944 года | 1-й Прибалтийский фронт   | 2-я гвардейская армия  | 1-й танковый корпус | -          |
| 1.09.1944 года | 1-й Прибалтийский фронт   | 51-я армия             | 1-й танковый корпус | -          |
| 1.10.1944 года | 1-й Прибалтийский фронт   | 2-я гвардейская армия  | 1-й танковый корпус | -          |
| 1.11.1944 года | 3-й Белорусский фронт     | -                      | 1-й танковый корпус | -          |
| 1.12.1944 года | 3-й Белорусский фронт     | -                      | 1-й танковый корпус | -          |
| 1.01.1945 года | 3-й Белорусский фронт     | -                      | 1-й танковый корпус | -          |
| 1.02.1945 года | 3-й Белорусский фронт     | -                      | 1-й танковый корпус | -          |
| 1.03.1945 года | 3-й Белорусский фронт     | -                      | 1-й танковый корпус | -          |
| 1.04.1945 года | 3-й Белорусский фронт     | -                      | 1-й танковый корпус | -          |
| 1.05.1945 года | 3-й Белорусский фронт     | -                      | 1-й танковый корпус | -          |

## Командование бригады

### Командиры бригады
- Хайдуков, Семён Павлович[6] (19.03.1942 — 27.05.1942), подполковник (ВРИД);
- Гринько, Антон Евстафьевич[7] (28.05.1942 — 09.07.1942), подполковник (29.07.1942 попал в плен);
- Хайдуков Семён Павлович (16.07.1942 — 13.12.1943), подполковник, с 1.06.1943 полковник (13.12.1943 тяжело ранен, умер 19.12.1943);
- Очаковский, Иван Никитович (13.12.1943 — 14.12.1943), майор (ВРИД, 14.12.1943 ранен);
- Приходько Павел Андреевич (14.12.1943 — 15.12.1943), майор (ВРИД)[8];
- Семибратов, Фёдор Фёдорович (16.12.1943 — 01.01.1944), подполковник;
- Фёдоров, Илья Андреевич[9] (02.01.1944 — 30.08.1944), подполковник, с 21.02.1944 полковник;
- Кутузов, Михаил Фёдорович[10] (01.09.1944 — 06.10.1944), полковник
- Петровский, Константин Остапович (07.10.1944 — 10.06.1945), полковник[11][12]

### Заместители командира по строевой части
- Хайдуков Семён Павлович (19.03.1942 — 15.07.1942), подполковник;
- Морус Иван Митрофанович[13] (11.1942 — 16.12.1942), полковник;
- Очаковский Иван Никитович (13.12.1943 — 15.12.1943), майор;
- Духовный, Ефим Евсеевич (12.03.1945 — 07.1945), полковник

### Военные комиссары бригады, с 09.10.1942 — заместители командира бригады по политической части
- Старовойтов Михаил Андреевич (19.03.1942 — 19.03.1943), старший батальонный комиссар, с 11.01.1943 подполковник (погиб 19.03.1943);
- Савельев Александр Дмитриевич (28.03.1943 — 16.06.1943), майор[14]

### Начальники штаба бригады
- Абрамкин Сергей Сергеевич (03.1942 — 25.05.1942), капитан;
- Ефремов, Андрей Михайлович (25.05.1942 — 19.03.1943), подполковник (19.03.1943 тяжело ранен);
- Сетьков Константин Андреевич (05.04.1943 — 05.06.1943), майор;
- Сабиш Николай Сергеевич (03.1942 — 25.05.1942), майор;
- Таран Василий Павлович (23.07.1943 — 01.1944), майор;
- Зайцев Фёдор Георгиевич (01.1944 — 07.1944), подполковник;
- Морозов Иван Степанович (07.1944 — 10.1944), майор;
- Тимченко Иван Трофимович (10.1944 — 10.06.1945), майор[15]

### Начальники политотдела, с 16.06.1943 он же заместитель командира по политической части
- Снедков Борис Геннадьевич (19.03.1942 — 20.07.1943), батальонный комиссар, с 13.11.1942 майор, с 13.07.1943 подполковник;
- Павлов Андрей Васильевич (20.07.1943 — 07.02.1945), майор, с 1.12.1943 подполковник;
- Лобков Василий Васильевич (07.02.1945 — 14.07.1945), майор[14]

## Награды и почётные наименования
| Награда (наименование)           | Дата награждения                                                             | За что получена |
| -------------------------------- | ---------------------------------------------------------------------------- | --- |
| Почётное наименование «Полоцкая» | присвоено приказом Верховного главнокомандующего № 0204 от 23 июля 1944 года | в ознаменование одержанной победы и отличие в боях за овладение городом Полоцк |
| Орден Ленина                     | награждена указом Президиума Верховного Совета СССР от 19 февраля 1945 года  | за образцовое выполнение заданий командования в боях с немецкими захватчиками, за овладение городами Тильзит, Гросс, Скайсгиррен, Ауловёнен, Жиллен, Каукемен и проявленные при этом доблесть и мужество |
| Орден Красного Знамени           | награждена указом Президиума Верховного Совета СССР от 21 декабря 1943 года  | за образцовое выполнение боевых заданий командования на фронте борьбы с немецкими захватчиками и проявленные при этом доблесть и мужество                                                                |
| Орден Суворова II степени        | награждена указом Президиума Верховного Совета СССР от 31 октября 1944 года  | за образцовое выполнение заданий командования в боях с немецкими захватчиками при прорыве обороны противника северо-западнее и юго-западнее Шауляй (Шавли) и проявленные при этом доблесть и мужество    |
| Орден Кутузова II степени        | награждена указом Президиума Верховного Совета СССР от 17 мая 1945 года      | за образцовое выполнение заданий командования в боях с немецкими захватчиками при овладении городом и крепостью Кёнигсберг и проявленные при этом доблесть и мужество                                    |

## Отличившиеся воины
| Награда | Ф. И. О.                         | Должность                                            | Звание                                              | Дата награждения                 | Примечания |
| ------- | -------------------------------- | ---------------------------------------------------- | --------------------------------------------------- | -------------------------------- | --- |
|         | Кузьмин, Михаил Александрович    | командир роты танков Т-34 350-го танкового батальона | Старший лейтенант Бронетанковых войск Красной Армии | 24.03.1945                       | 8 октября 1944 года погиб в бою, похоронен в городе Шилале |
|         | Петровский, Константин Остапович | командир бригады                                     | Полковник Бронетанковых войск Красной Армии         | 15.04.1945                       | |
|         | Корюков, Геннадий Александрович  | командир орудия Т-34-85 1-го танкового батальона     | Младший сержант                                     | 04.10.1944 18.05.1945 22.07.1950 | 4 февраля 1945 года повторно награждён орденом Славы III степени, указом Президиума Верховного Совета СССР от 22 июля 1950 года перенаграждён орденом Славы I степени |

## Послевоенная история
В июле 1945 года, на основании приказа НКО СССР № 0013 от 10 июня 1945 года, 159-я танковая бригада была преобразована в 159-й танковый Полоцкий ордена Ленина Краснознамённый орденов Суворова и Кутузова полк (в/ч 06720) 1-й танковой Инстербургской Краснознамённой дивизии (в/ч 18885) в подчинении Особого военного округа с местом дислокации — город Кёнигсберг.
Весной 1957 года 159-й танковый полк был расформирован.

## Память

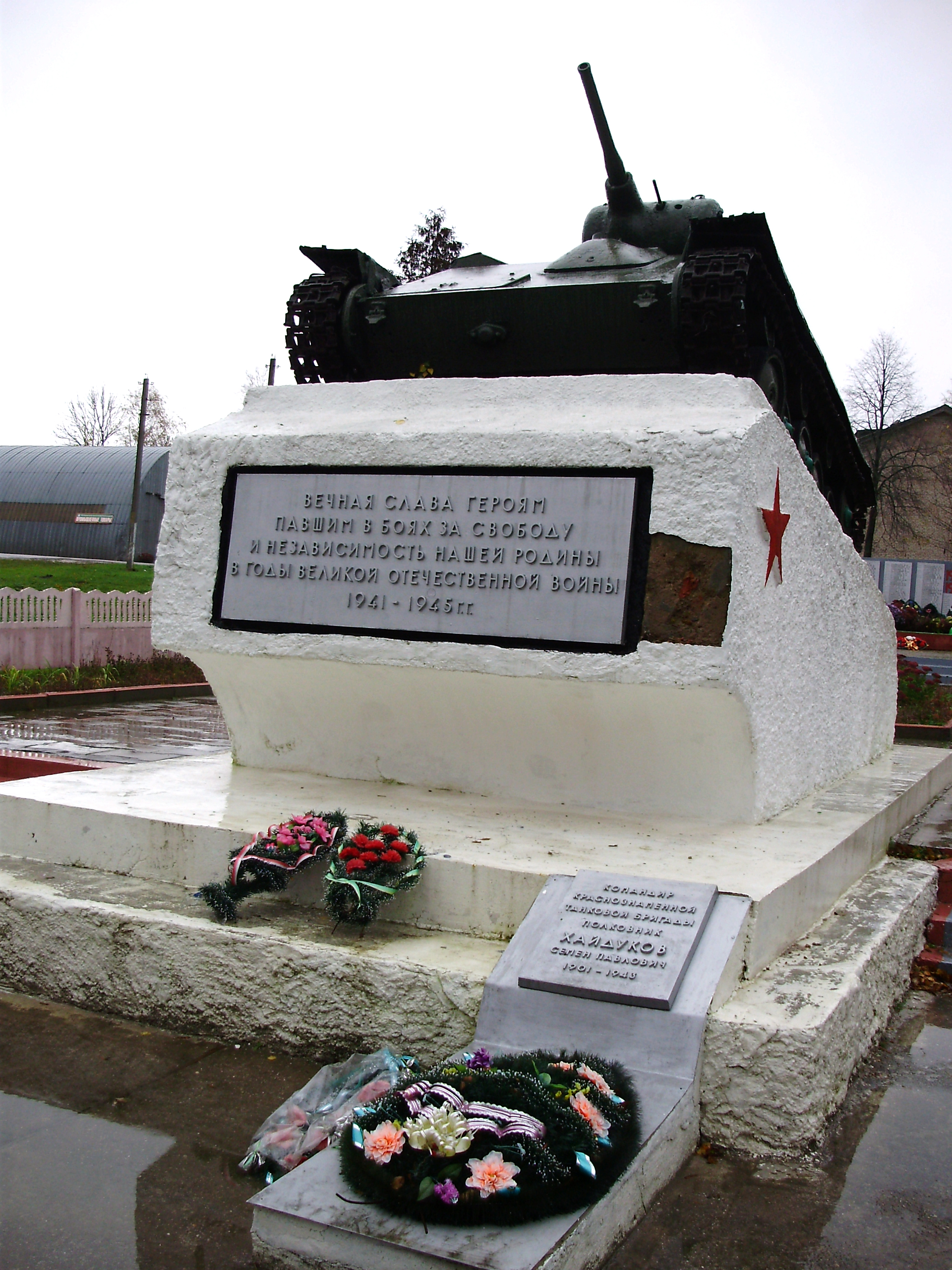
Вид на танк Т-70 и могилу полковника Хайдукова, командира 159-й танковой бригады, погибшего при освобождении посёлка Езерище.

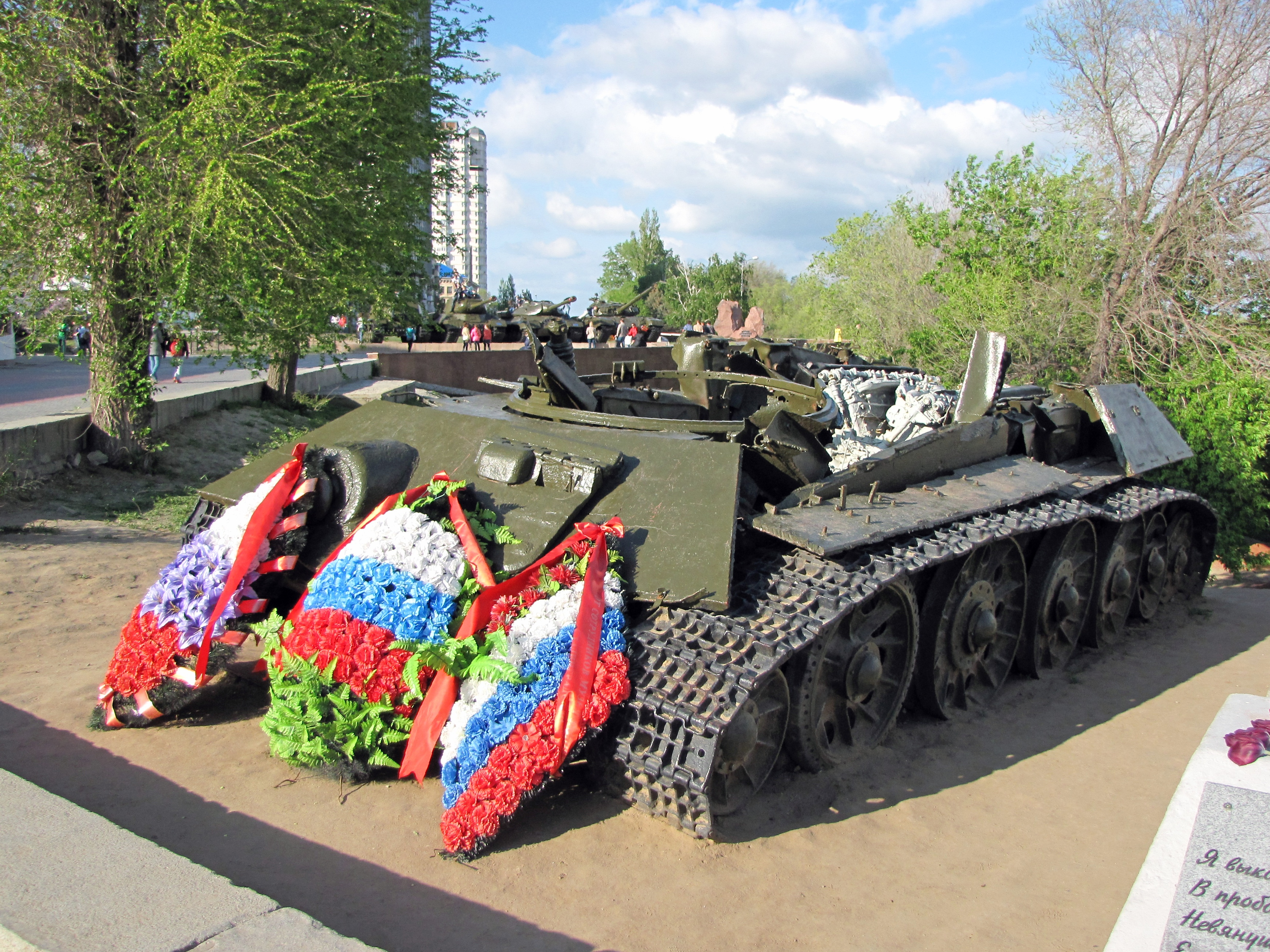
Мемориал «Сталинградская битва». Танк с разбитой башней.

- В посёлке Езерище (Белоруссия), у могилы командира бригады полковника С. П. Хайдукова установлен мемориал с танком Т-70[24].
- 26 января 2010 года со дна реки Добрая, в черте города Суровикино был поднят корпус танка Т-34 с заводским № 420819. Как удалость установить эта тридцатьчетвёрка принадлежала 351-му танковому батальону 159-й танковой бригады и была поражена прямым попаданием 30 ноября 1942 года, поддерживая наступление 365-го стрелкового полка 119-й стрелковой дивизии на восточную окраину Суровикино. Боевую машину передали в музей-панораму «Сталинградская битва»[25].